# Exocentrus lateriflavus
Exocentrus lateriflavus är en skalbaggsart som beskrevs av Stefan von Breuning 1969. Exocentrus lateriflavus ingår i släktet Exocentrus och familjen långhorningar. Inga underarter finns listade i Catalogue of Life.